# 제넥신
제넥신(Genexine)은 성영철이 1999년에 설립한 성남시에 본사를 둔 생명과학기업이다.

주주가치를 무시하고 쓸데없는 파이프라인에 본업에 충실하지 못한 문어발식 투자를 하는 회사로 유명하다. 현재까지 제대로된 신약개발이 전무하며 주주들의 피같은 돈을 소비하는데 정평이 나있다.